# Крік (округ, Оклахома)
Шаблон:StateAbbr_ 35°54′ пн. ш. 96°22′ зх. д. / 35.9° пн. ш. 96.37° зх. д.
Округ  Крік (англ. Creek County) — округ (графство) у штаті Оклахома, США. Ідентифікатор округу 40037.

## Історія
Округ утворений 1907 року.

## Демографія
За даними перепису 2000 року загальне населення округу становило 67367 осіб, зокрема міського населення було 31509, а сільського — 35858.
Серед мешканців округу чоловіків було 32994, а жінок — 34373. В окрузі було 25289 домогосподарств, 19024 родин, які мешкали у 27986 будинках.
Середній розмір родини становив 3,06.
Віковий розподіл населення поданий у таблиці:
| Стать    | До 15 років | 15-21 | 22-29 | 30-39 | 40-49 | 50-65 | 65-85 | Понад 85 |
| -------- | ----------- | ----- | ----- | ----- | ----- | ----- | ----- | -------- |
| Чоловіки | 7746        | 3462  | 2893  | 4596  | 4980  | 5630  | 3413  | 274      |
| Жінки    | 7367        | 3186  | 2973  | 4747  | 5196  | 5941  | 4272  | 691      |

## Суміжні округи
- Поні — північ
- Талса — схід
- Окмалгі — південний схід
- Окфаскі — південь
- Лінкольн — захід
- Пейн — північний захід

## Виноски
1. ↑  U.S. Decennial Census. United States Census Bureau. Архів оригіналу за 26 квітня 2015. Процитовано 19 лютого 2015.
2. ↑  Historical Census Browser. University of Virginia Library. Архів оригіналу за 11 серпня 2012. Процитовано 19 лютого 2015.
3. ↑  Forstall, Richard L., ред. (27 березня 1995). Population of Counties by Decennial Census: 1900 to 1990. United States Census Bureau. Архів оригіналу за 19 лютого 2015. Процитовано 19 лютого 2015.
4. ↑  Census 2000 PHC-T-4. Ranking Tables for Counties: 1990 and 2000 (PDF). United States Census Bureau. 2 квітня 2001. Архів оригіналу (PDF) за 18 грудня 2014. Процитовано 19 лютого 2015.
5. ↑  State & County QuickFacts. United States Census Bureau. Архів оригіналу за 9 липня 2011. Процитовано 8 листопада 2013.(англ.) Наведено за англійською вікіпедією.
6. ↑  American FactFinder. Бюро перепису населення США. Архів оригіналу за 29 липня 2011. Процитовано 31 січня 2008.

| США | Це незавершена стаття з географії США. Ви можете допомогти проєкту, виправивши або дописавши її. |